# Fernando Castro Santos
Fernando Castro Santos (Poio, 20 februari 1952) is een Spaanse gepensioneerde voetballer en voetbaltrainer, die speelde als verdediger.
Tijdens zijn carrière werkte hij in verschillende clubs in zijn land en in Portugal.

## Voetbalcarrière
Santos, geboren in Poio, provincie Pontevedra, begon op zijn dertigste als manager te werken bij het lokale Pontevedra CF, voordat hij in 1989 naar de Gallische buren SD Compostela verhuisde. Tijdens zijn periode van zes jaar bij de laatste club leidde hij het vanuit de vierde divisie naar La Liga.
Nadat hij Compos had geholpen om hun topstatus in het seizoen 1994-1995 te behouden, bleef Santos in de regio, tekende bij Celta de Vigo en bleef daar voor twee jaar. Hij begon 1997-98 in Portugal met S.C. Braga, werd na een paar maanden ontslagen (de ploeg bereikte uiteindelijk de nationale bekerfinale) en keerde terug naar zijn land met Sevilla FC, in het tweede niveau.
Santos verliet Sevilla in de zomer van 1999 na de beste vluchtpromotie van het team en bracht de volgende jaren door bij CD Tenerife, Polideportivo Ejido, Córdoba CF, UD Almería en UD Vecindario - allemaal op de tweede laag van het land, veilig voor 2000-2001; hij bracht ook een deel van de competitie van 2002-2003 opnieuw door in Braga en ontmoette hetzelfde lot.
Op 9 februari 2010 keerde Santos terug naar Portugal als vervanger van de ontslagen José Mota bij Leixões SC. Op 21 oktober keerde hij terug naar zijn eerste club Pontevedra na de overname van Ángel Viadero.